# Anna Hasselborg
Anna Ellinor Hasselborg (Estocolmo, 5 de maio de 1989) é uma curler sueca, campeã Olímpica de Curling Feminino de 2018 e ex-campeã mundial júnior. Em novembro de 2019, ela se tornou a primeira curler da história a reinar como detentora simultânea da medalha de ouro do European Curling Championship, da medalha de ouro do World Mixed Doubles Curling Championship e da medalha de ouro olímpica.

## Vida pessoal
Hasselborg é casado com Mathias Hasselborg (Eriksson), e tem uma filha. Ela vem de uma família de curlers, incluindo o pai Mikael, o tio Stefan, o irmão Marcus e a prima Mio. Ela mora em Solna, um subúrbio de Estocolmo.

## Recorde do Grand Slam
Hasselborg e seu time se tornaram o primeiro time feminino a vencer um "Grand Slam" na carreira (vencendo todos os quatro 'majors') quando ela venceu o campeonato de jogadores de 2022 .

## Olimpíadas
Hasselborg e seu time se tornaram o primeiro time feminino a vencer um "Grand Slam" na carreira (vencendo todos os
O time de Hasselborg foi selecionado para representar a Suécia nos Jogos Olímpicos de Inverno de 2018 . Na preparação para os jogos, o time levou para casa mais uma medalha de prata no Campeonato Europeu, perdendo na final do Campeonato Europeu de Curling 2017 para o time escocês de Eve Muirhead . Alguns meses depois, nas Olimpíadas, Hasselborg levou seu time a um recorde de 7–2 round robin, em segundo lugar, atrás do time coreano "garlic girls", capitaneado por Kim Eun-jung . Nos playoffs, Hasselborg eliminou o time britânico liderado por Muirhead na semifinal, antes de vencer a Coreia do Sul na final para ganhar a medalha de ouro. Um mês depois, Hasselborg comandou a seleção feminina sueca no Campeonato Mundial Feminino de Curling 2018, caindo para a seleção canadense em uma final extra na final, levando para casa a medalha de prata.